# François Emmanuel de Bonne de Créquy
François Emmanuel de Bonne de Créquy (* Dezember 1645; † 3. Mai 1681 in Saint-Germain-en-Laye) war 4. Duc de Lesdiguières, Pair de France, Comte de Sault und Gouverneur der Dauphiné.

## Leben
François Emmanuel de Bonne de Créquy war der ältere von zwei Söhnen von François de Bonne de Créquy († 1677), 3. Duc de Lesdiguières, Pair de France, Comte de Sault, und Anne de La Madelaine, Marquise de Ragny.
Am 13. November 1661 wurde er zum Gouverneur der Dauphiné en survivance seines Vaters ernannt.
Am 6. Januar 1664 wurde er in der Bastille gefangen gesetzt, nachdem er sich mit Emmanuel de Crussol, dem späteren 5. Duc d’Uzès, wegen Marie Julie de Sainte-Maure (1646–1695) duelliert hatte, die am 16. März 1664 Crussols Ehefrau wurde.
Am 10. November 1665 wurde er als Comte de Sault und als Nachfolger seines Vaters zum Mestre de camp oder Colonel des Régiment de Sault ernannt, die Funktion behielt er bis zu seinem Tod.
Nach dem Tod seines Vaters wurde er am 15. Januar 1677 4. Duc de Lesdiguières und, Pair de France, aber auch Gouverneur der Dauphiné en titre. Das Amt des Gouverneurs hatte er bereits am 9. Mai 1681 verloren, als mit dem Marschall François d’Aubusson de La Feuillade ein Favorit des Königs Ludwig XV. sein Nachfolger wurde.

## Ehe und Familie
Er heiratete am 12. Mai 1675 Paule Marguerite Françoise de Gondi (* 12. März 1655 in Machecoul; † 21. Januar 1716 in Paris), 1676 Duchesse de Retz, 4. Marquise de La Garnache, Comtesse de Joigny, Baronne de Mortagne etc., die jüngere Tochter von Pierre de Gondi, Duc de Retz, und Catherine de Gondi. Das Paar bekam einen Sohn:
- Jean-François Paul de Bonne de Créquy (* 3. Oktober 1678 in Paris; † 6. Oktober 1703 in Modena), 5. Duc de Lesdiguières, Pair de France, Comte de Sault etc., Colonel du Régiment de Sault, Brigadier des Armées du Roi; er heiratete am 17. Januar 1696 Louise Bernardine de Durfort (1675–Oktober 1703), Tochter von Jacques Henri de Durfort, Duc de Duras, Pair und Marschall von Frankreich, und Marguerite Félice de Lévis-Ventadour; die Ehe blieb ohne Nachkommen.

Da der jüngere Bruder von François Emmanuel de Bonne de Créquy, Charles Nicolas de Bonne de Créquy bereits am 28. Oktober 1674 gefallen war und keine Nachkommen hinterlassen hatte, ging das Herzogtum Lesdiguières an Alphonse de Créquy (1628–1711), einen Neffen von François de Bonne de Créquy, als einzigem lebenden Nachkommen des 2. Duc de Lesdiguières in männlicher Linie; da Alphonse de Créquy ebenfalls keine Nachkommen hatte, erlosch mit ihm als 6. Duc de Lesdiguières die Linie und auch der Titel.